# Machaerium amazonense
Machaerium amazonense är en ärtväxtart som beskrevs av Frederico Carlos Hoehne. Machaerium amazonense ingår i släktet Machaerium och familjen ärtväxter. Inga underarter finns listade i Catalogue of Life.